# Arcidiocesi di Ranchi
L'arcidiocesi di Ranchi (in latino Archidioecesis Ranchiensis) è una sede metropolitana della Chiesa cattolica in India. Nel 2022 contava 177.189 battezzati su 3.703.427 abitanti. È retta dall'arcivescovo Vincent Aind.

## Territorio
L'arcidiocesi comprende il distretto di Lohardaga e la maggior parte di quello di Ranchi nella parte centrale dello stato indiano del Jharkhand.
Sede arcivescovile è la città di Ranchi, dove si trova la cattedrale dell'Immacolata Concezione di Santa Maria. A Ulhatu, nei pressi di Ranchi, sorge la basilica minore della Divina Maternità di Nostra Signora (Divine Motherhood of Our Lady).
Il territorio si estende su 5.299 km² ed è suddiviso in 35 parrocchie.

### Provincia ecclesiastica
La provincia ecclesiastica di Ranchi, istituita nel 1953, comprende le seguenti suffraganee:
- la diocesi di Dumka, istituita come prefettura apostolica nel 1952 ed elevata al rango di diocesi nel 1962;
- la diocesi di Jamshedpur, eretta nel 1962;
- la diocesi di Daltonganj, eretta nel 1971;
- la diocesi di Port Blair, eretta nel 1984;
- la diocesi di Simdega, eretta nel 1993;
- la diocesi di Gumla, eretta nel 1993;
- la diocesi di Hazaribag, eretta nel 1995;
- la diocesi di Khunti, eretta nel 1995.

## Storia
La diocesi di Ranchi fu eretta il 25 maggio 1927 con la bolla In omnes christiani di papa Pio XI, ricavandone il territorio dall'arcidiocesi di Calcutta, di cui originariamente era suffraganea.
Il 14 giugno 1951 e il 13 dicembre dello stesso anno cedette porzioni del suo territorio a vantaggio dell'erezione rispettivamente delle diocesi di Sambalpur e di Raigarh-Ambikapur (oggi divisa in diocesi di Raigarh e diocesi di Ambikapur).
Il 19 settembre 1953 è stata elevata al rango di arcidiocesi metropolitana con la bolla Mutant res di papa Pio XII.
L'11 aprile 1960 ha acquisito il territorio corrispondente alle isole Andamane e Nicobare, che era appartenuto all'arcidiocesi di Rangoon (oggi arcidiocesi di Yangon), in forza del decreto Cum dominium della Congregazione di Propaganda Fide.
Successivamente ha ceduto altre porzioni di territorio a vantaggio dell'erezione di nuove diocesi e precisamente:
- alla diocesi di Daltonganj il 5 giugno 1971;
- alla diocesi di Port Blair il 22 giugno 1984;
- alle diocesi di Gumla e di Simdega il 28 maggio 1993;
- alla diocesi di Khunti il 1º aprile 1995.

## Cronotassi dei vescovi
Si omettono i periodi di sede vacante non superiori ai 2 anni o non storicamente accertati.
- Louis Van Hoeck, S.I. † (15 febbraio 1928 - 30 aprile 1933 deceduto)
- Oscar Sevrin, S.I. † (9 aprile 1934 - 13 dicembre 1951 nominato vescovo di Raigarh-Ambikapur)
- Niclas Kujur, S.I. † (13 dicembre 1951 - 24 luglio 1960 deceduto)
- Pius Kerketta, S.I. † (7 marzo 1961 - 7 agosto 1985 ritirato)
- Telesphore Placidus Toppo † (7 agosto 1985 succeduto - 24 giugno 2018 ritirato)
- Felix Toppo, S.I. (24 giugno 2018 - 30 dicembre 2023 ritirato)
- Vincent Aind, dal 30 dicembre 2023

## Statistiche
L'arcidiocesi nel 2022 su una popolazione di 3.703.427 persone contava 177.189 battezzati, corrispondenti al 4,8% del totale.
| anno | popolazione | popolazione | popolazione | presbiteri | presbiteri | presbiteri | presbiteri                | diaconi | religiosi | religiosi | parrocchie |
| anno | battezzati  | totale      | %           | numero     | secolari   | regolari   | battezzati per presbitero | diaconi | uomini    | donne     | parrocchie |
| ---- | ----------- | ----------- | ----------- | ---------- | ---------- | ---------- | ------------------------- | ------- | --------- | --------- | ---------- |
| 1949 | 346.578     | 7.950.000   | 4,4         | 172        | 48         | 124        | 2.014                     |         | 124       | 234       | 50         |
| 1969 | 326.044     | 6.944.775   | 4,7         | 260        | 81         | 179        | 1.254                     |         | 385       | 628       | 62         |
| 1980 | 344.904     | 3.215.000   | 10,7        | 270        | 90         | 180        | 1.277                     |         | 438       | 862       | 66         |
| 1990 | 411.909     | 3.193.000   | 12,9        | 384        | 166        | 218        | 1.072                     |         | 369       | 834       | 93         |
| 1999 | 107.852     | 1.872.324   | 5,8         | 155        | 35         | 120        | 695                       |         | 244       | 576       | 28         |
| 2000 | 110.921     | 1.872.324   | 5,9         | 178        | 35         | 143        | 623                       |         | 306       | 565       | 28         |
| 2001 | 113.645     | 2.454.044   | 4,6         | 176        | 42         | 134        | 645                       |         | 254       | 593       | 28         |
| 2002 | 114.683     | 2.517.372   | 4,6         | 170        | 42         | 128        | 674                       |         | 219       | 714       | 30         |
| 2003 | 115.201     | 2.796.892   | 4,1         | 183        | 51         | 132        | 629                       |         | 257       | 688       | 30         |
| 2004 | 116.758     | 2.863.996   | 4,1         | 174        | 45         | 129        | 671                       |         | 254       | 724       | 31         |
| 2010 | 132.767     | 3.032.496   | 4,4         | 257        | 60         | 197        | 516                       |         | 286       | 915       | 33         |
| 2014 | ?           | 3.197.000   | ?           | 289        | 65         | 224        | ?                         |         | 409       | 1.127     | 34         |
| 2015 | 161.768     | 3.593.032   | 4,5         | 311        | 71         | 240        | 520                       |         | 427       | 1.177     | 34         |
| 2017 | 162.368     | 3.618.032   | 4,5         | 276        | 72         | 204        | 588                       |         | 352       | 1.017     | 34         |
| 2020 | 163.187     | 3.509.628   | 4,6         | 287        | 87         | 200        | 568                       |         | 318       | 1.024     | 34         |
| 2022 | 177.189     | 3.703.427   | 4,8         | 277        | 75         | 202        | 639                       |         | 298       | 1.097     | 35         |